# لوک دولان
لوک دولان (به انگلیسی: Luke Doolan) تدوین‌گر و کارگردان فیلم اهل استرالیا است که ۳ مرتبه برندهٔ جوایز اکتا شده است.
از فیلم‌ها یا مجموعه‌های تلویزیونی که وی در آن‌ها نقش داشته‌است، می‌توان به عنکبوت، مربع، قلمرو حیوانات، رد گم کردن، هدیه و غول آسا اشاره نمود.